# Leptochiton helianthus
Leptochiton helianthus är en amaryllisväxtart som först beskrevs av Pierfelice Ravenna, och fick sitt nu gällande namn av Roy Emile Gereau och Alan W. Meerow. Leptochiton helianthus ingår i släktet Leptochiton och familjen amaryllisväxter. Inga underarter finns listade i Catalogue of Life.